# Nel mio cielo puro
Nel mio cielo puro è l'undicesimo album della cantante italiana Marcella Bella, pubblicato nel maggio 1984 dalla CBS.

## Descrizione
Si tratta di un disco curato dalla coppia Mogol-Gianni Bella che ricalca un po' il precedente Nell'aria, dimostrando comunque una sua precisa personalità ed una discreta dose di sana aggressività che lo porterà al successo sia di critica che di pubblico. Il brano Alla pari affronta il tema della parità tra i sessi.
Con il brano che dà il titolo all'intero disco, Marcella ha partecipato al Festivalbar 1984 ed a Saint Vincent - Un disco per l'estate.

## Tracce
1. Nel mio cielo puro (testo: Mogol – musica: Gianni Bella)
2. Febbre d'amore (testo: Cheope – musica: Rosario Bella)
3. Gianni e Giulio (testo: Cheope – musica: Gianni Bella)
4. Dolce luna (parte 2) (testo: Antonio Bella – musica: Gianni Bella) – Il brano Dolce luna fu interpretato nel 1978 dal fratello Gianni Bella.
5. Alla pari (testo: Mogol – musica: Gianni Bella)
6. Prigioniera (testo: Cheope – musica: Rosario Bella)
7. Ahi ahi (testo: Cheope – musica: Mauro Paoluzzi)
8. Scusa ci sto (testo: Alberto Salerno – musica: Fio Zanotti)

Durata totale: 0:00

## Formazione
- Marcella Bella – voce
- Pier Michelatti – basso
- Lele Melotti – batteria
- Gaetano Leandro – programmazione
- Stefano Cerri – basso
- Fio Zanotti – pianoforte, sintetizzatore, Fender Rhodes
- Paolo Gianolio – chitarra